# Castrul roman de la Purcăreni
Castrul roman de la Purcăreni, județul Argeș, a fost distrus în mare parte de apele Râului Doamnei .